# Li Meisu
Li Meisu, née le 17 avril 1959, est une ancienne athlète chinoise, pratiquant le lancer du poids.
Elle remporta la médaille de bronze aux Jeux olympiques de Séoul. Elle est l'actuelle détentrice du record d'Asie du lancer du poids (21,76 m)

## Palmarès
- Jeux olympiques d'été de 1988 à Séoul ( Corée du Sud)
  -  Médaille de bronze au lancer du poids